# Unsealed Alien Files
Unsealed Alien Files (tạm dịch: Mở niêm phong hồ sơ người ngoài hành tinh) là một chương trình truyền hình Mỹ được công chiếu lần đầu vào năm 2011 thuộc tổ hợp chương trình phát sóng tại Hoa Kỳ.

## Mở đầu
Unsealed: Alien Files điều tra các tài liệu được công bố liên quan đến các cuộc gặp gỡ giữa người ngoài hành tinh và UFO, được công khai vào năm 2011 theo Đạo luật Tự do Thông tin. Mỗi tập phim xem xét những trường hợp về người ngoài hành tinh như hiện tượng chứng kiến UFO hàng loạt, người ngoài hành tinh bắt cóc, chính phủ che dấu UFO và tin tức về người ngoài hành tinh từ khắp nơi trên thế giới.